# Valtr Komárek
Valtr Komárek (10. srpna 1930 Hodonín – 16. května 2013 Praha) byl český ekonom, prognostik a politik, od března 2011 čestný předseda České strany sociálně demokratické, aktivní účastník sametové revoluce v roce 1989, 1. místopředseda tzv. vlády národního porozumění, poslanec Federálního shromáždění a volební lídr ČSSD do Sněmovny lidu FS ve volbách v roce 1992. Bývalý prezident Miloš Zeman ho označil za jednu z klíčových postav listopadových událostí i polistopadové politiky a ekonomiky.

## Osobní život
Narodil se v Hodoníně jako nemanželské dítě židovské matky, která jej ihned odložila. Novorozence se ujala rodina Komárkova. Narodil se a vyrůstal v dome na Měšťanské ulici č. 14. Roku 1942 Valtr díky pěstounům unikl holokaustu. Z „karantény“ v Uherském Brodě, kde byl umístěn, mu hrozil transport do Terezína. Jeho biologičtí rodiče zemřeli za druhé světové války v koncentračním táboře. Po válce se stal členem Komunistické strany Československa.
V letech 1949 až 1954 vystudoval Ekonomický institut v Moskvě, v 60. letech 20. století působil ve Státní plánovací komisi i v ekonomické sekci politbyra ÚV KSČ. V letech 1964 až 1967 působil na Kubě jako poradce Ernesta Che Guevary. V roce 1968 patřil mezi ekonomy, kteří se podíleli na přípravě ekonomických reforem tzv. pražského jara. Od počátku roku 1968 byl generálním sekretářem Hospodářské rady ČSSR, v níž setrval do roku 1971, kdy byl pro své reformní postoje odvolán a převeden na Federální cenový úřad.
Postupně se vracel na vyšší odborné posty. Od roku 1978 jako výzkumný pracovník v Ekonomickém ústavu ČSAV. Od roku 1984 byl ředitelem Prognostického ústavu ČSAV, kde vytvořil tým zpracovávající návrhy možných změn, jehož členy a spolupracovníky byli četní později polistopadoví politici, například Václav Klaus, Miloš Zeman (ten sem ovšem nastoupil až po Sametové revoluci), Karel Dyba, Tomáš Ježek, Vladimír Dlouhý, Miloslav Ransdorf atd.
V listopadu 1989 spolupracoval s Občanským fórem a 10. prosince 1989 se stal prvním místopředsedou tzv. vlády národního porozumění premiéra Mariána Čalfy (od dubna 1990 místopředseda vlády). Vládní post zastával do června 1990. Zpočátku patřil mezi nejpopulárnější ekonomické ministry vlády, ale byl kritizován pravicovými ministry a ztrácel vliv. Po volbách v roce 1990 již do vlády nebyl zařazen.
Následně působil jako zákonodárce. Ve volbách roku 1990 zasedl do Sněmovny lidu (volební obvod Středočeský kraj) za OF. Po rozkladu Občanského fóra v roce 1991 přešel do Klubu poslanců sociálně demokratické orientace. Od roku 1991 byl členem České strany sociálně demokratické. Patřil do skupiny politiků Občanského fóra, které v letech 1991–1992 oslovila sociální demokracie. Mandát obhájil ve volbách roku 1992, nyní již za ČSSD. Byl volebním lídrem strany a ve volební kampani se vymezoval proti ekonomické reformě v podání Václava Klause. Ve Federálním shromáždění setrval do zániku Československa, přičemž způsob rozdělení společného státu kritizoval.
Po zániku Československa (a zrušení Prognostického ústavu ČSAV) se stáhl z veřejného života.
Po Sametové revoluci spolupracoval s Univerzitou Hradec Králové a Bankovním institutem vysokou školou v Praze.
Od března 2011 zastával funkci čestného předsedy ČSSD. S manželkou Alenou měl dva syny, Martina a Michala. Syn Martin Komárek (nar. 1961) je novinář a politik, syn Michal je historik a novinář.
Zemřel po komplikacích po operaci srdce 16. května 2013 v Praze. Prezident Miloš Zeman a další politické osobnosti označili jeho úmrtí za velkou ztrátu pro českou společnost.